# Wladimir Petrowitsch Mesenzew

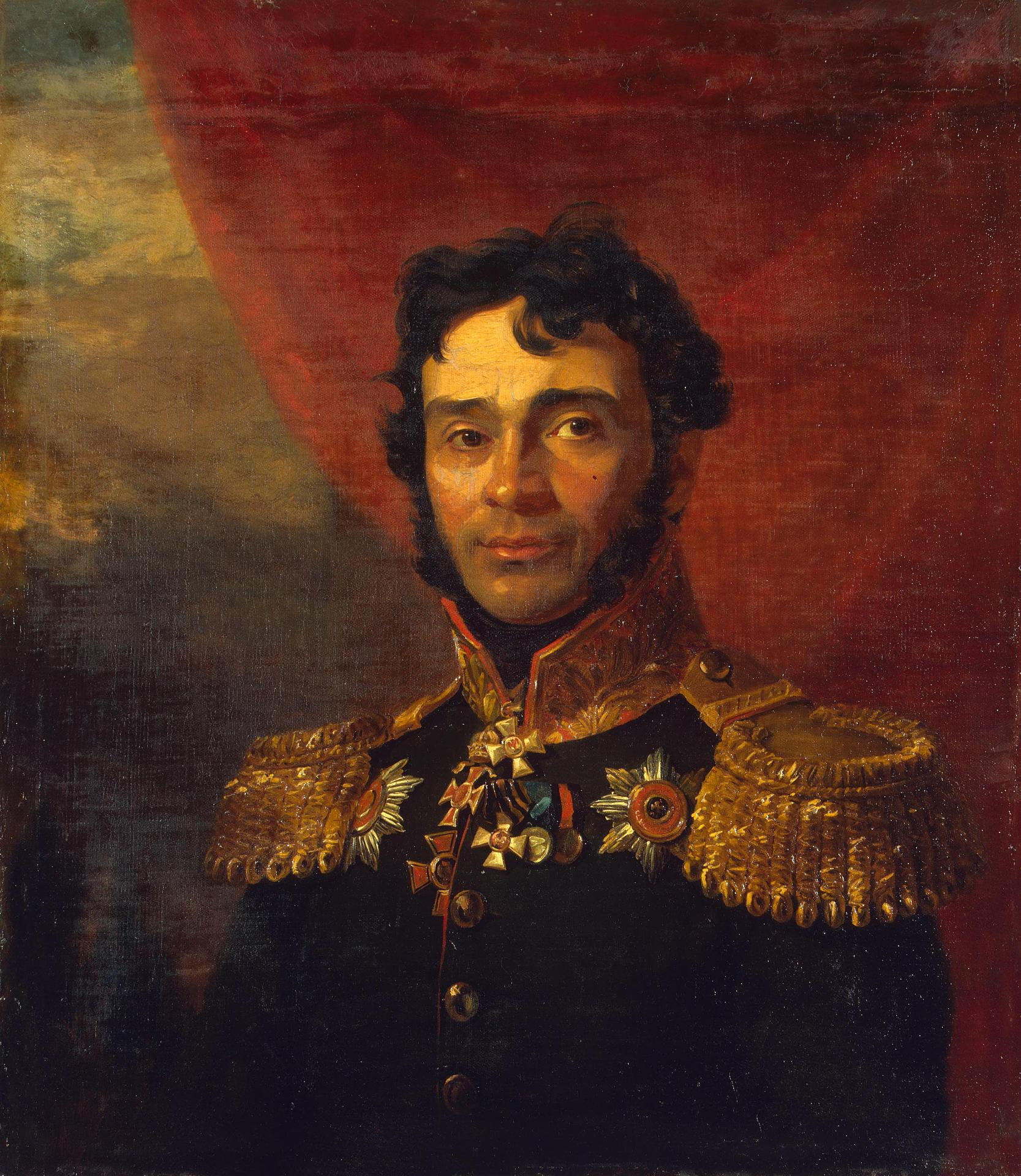
Wladimir Petrowitsch Mesenzew

Wladimir Petrowitsch Mesenzew (russisch Владимир Петрович Мезенцев; * 22. Dezember 1781 in Warschau; † 2. Januar 1833 in Sankt Petersburg) war ein russischer General der Napoleonischen Kriege.
Mesenzew nahm an den Kämpfen von 1805, dem russisch-schwedischen Krieg (1808/09) und dem Russlandfeldzug 1812 teil, bei dem er das Permer Infanterieregiment im Korps Wittgenstein führte. 
Während des Krieges von 1812 befehligte er weiterhin das Permer Musketierregiment, das als Teil der 15. Infanteriedivision bei der 1. Westarmee eingeteilt war. In der Schlacht von Golowschtitza am (20. Juli / 1. August 1812) wurde er durch eine Kugel am Kopf schwer verletzt und kehrte erst ein Jahr später zur Armee zurück. Er wurde zum Generalmajor befördert und während der Befreiungskriege zum Befehlshaber der 5. Infanteriedivision ernannt. Mit seinen Truppen nahm er 1813 an der Schlacht von Leipzig und 1814 an den Kämpfen bei Bar-sur-Aube, Fère-Champenoise und Romainville teil. Er wurde am 18. März 1814 mit dem St. Wladimir-Orden 2. Klasse ausgezeichnet.
Nach dem Krieg übernahm er zunächst das Kommando über die 2. Brigade der 5. Infanteriedivision und am 14. November 1817 wurde er wieder zum Befehlshaber der 5. Infanteriedivision ernannt. 
1818 heiratete er Gräfin Vera Nikolajewna Zubowa (1800–1863), Tochter von N. A. Zubow, eine Enkelin von Generalissimus A. W. Suworow. Der Ehe entstammen vier Töchter und zwei Söhne. Im Jahr 1826 nahm er mit seiner Familie seinen Ruhestand in St. Petersburg. 